# ウィリアム・スミス (辞書編集者)

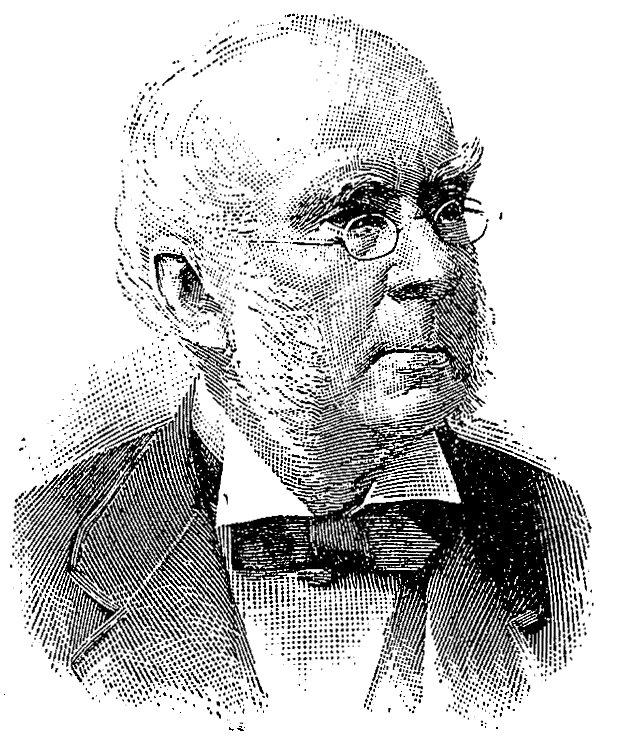
ウィリアム・スミス(辞書編集者)

サー・ウィリアム・スミス (英: Sir William Smith、1813年5月20日 – 1893年10月7日)は、イングランドの辞典編纂者。『ギリシア・ローマ伝記神話辞典』などの編者。

## 若年期
1813年にインフィールドで非国教徒の両親のもとに生まれた。彼はハックニーでジョン・アレンのマドラス・ハウス・スクールに通った。元々は神学の道に入る予定であったが、かわりに事務弁護士のもとで見習い修業をした。その暇をぬすんで独学で古典学を修め、ユニヴァーシティ・カレッジ・ロンドン入学時にはラテン語とギリシア語の褒賞を獲得した。1830年にはグレイ法曹院に入学したが、ユニヴァーシティ・カレッジ・スクールにポストを得たために法学を学ぶのを中断し、古典学に関する著述を始めた。

## 経歴
続いてスミスは辞書編集に目を転じた。彼が最初に企てた『古代ギリシア・ローマ辞典』は1842年に発表されたが、その大部分が彼の手になるものであった。続いて1849年には『ギリシア・ローマ伝記神話辞典』が発表された。さらに『ギリシア・ローマ地理辞典』が1857年に発表されたが、この辞典編集には当時の主導的な学者も参加していた。
並行して彼は1850年には初期の学生向け辞書を公刊し、1853年には学校でのギリシア語およびラテン語の教育を助けるためのプリンキピア・シリーズを出版し始めた。その英語文学編が13版を数えた『歴史・文学学習の手引き』も発表した。ただし彼自身が書いたのはギリシア史編であった。最初に彼の著作を出版していた企業が経営難に陥ると、彼はジョン・マレーによって自ら事業を行うようになった。
マレーはスミスが1855年に完成させた1214ページに及ぶ『フォルチェッリーニとフロイントの著作に基づく羅英辞典』を出版した。この辞典はその後35年間にわたって定期的に再版された。この辞典は(紀元前100年 - 紀元後100年の)古典ラテン語を超えて、ルイス・アンド・ショートのような当時の他の辞典には収録されていないような項目を数多く含んでいた。
スミスが編集したうちでもっとも重要な書物はおそらくキリスト教を扱ったものである。その中には『スミス聖書辞典』(1860年-1865年)、大執事サミュエル・チータムとの共作『古代キリスト教辞典』(1875年-1880年)、Henry Waceとの共作『クリスチャン伝記辞典』(1877年-1887年)がある。
ジョージ・グローヴとの共作『アトラス』は1875年に発表された。1853年から1869年までスミスはロンドン大学の古典学の試験官を務め、その後は同大学の評議委員会会員となった。彼は版権について質問するために委員会に出席し、数年間王室文学基金の記録事務官を務めた。彼は1854年から1855年にかけてギボン、ギゾー、ミルマンらの草稿を編纂した。 
1867年に『Quarterly Review』の編集者となると、彼は死ぬまでその職にあった。

## 叙勲と死去
スミスは市民法博士の学位をオックスフォード大学とダブリン大学から授与され、1892年に騎士に叙勲された。彼は1893年10月7日にロンドンで死去した